# كرسنبلوت
كرسنبلوت هي بلدية في مقاطعة فرشيلي التابعة لإقليم بييمونتي الإيطالي، تقع على بعد حوالي 60 كيلومتر (37 ميل) إلى الشمال الشرقي من مدينة تورينو وحوالي 5 كيلومتر (3 ميل) شمال غرب مدينة فيرتشيلي.
تقع كرسنبلوت على حدود البلديات التالية: أولشيننغو، أولدينكوـ كوينتو فيرسيلسي، فيرتشيلي، فيلاتا.

## السكان
في سنة 1861 بلغ عدد السكان 501 نسمة، وتطور العدد ليصل في سنة 2011 لـ 1٬137 نسمة.
يظهر هذا المخطط البياني تطور النمو السكاني لـ كرسنبلوت